# Patronato de Protección de la Mujer
El Patronato de Protección a la Mujer, originalment , Patronato Real para la Represión de la Trata de Blancas, va ser una institució pública activa entre 1902 i 1985 i depenent del Ministeri de Justícia.
En origen, va ser un organisme sota la protecció de la Corona i presidit per la reina Maria Cristina d'Habsburg-Lorena que tenia com a objectiu organitzar la lluita contra el tràfic de persones, principalment de dones, però la institució va ser modificada substancialment durant la dictadura de Francisco Franco, almenys sobre el paper, intentant centrar-se en el control i eliminació de l'exercici de la prostitució clandestina de menors d'edat; no estant d'acord amb la moral del règim i va ser un element destacat de la repressió franquista contra les dones i de control de la sexualitat, si bé es va mantenir actiu fins al final de la Transició.
Durant el període franquista, aquesta institució disposava de centres d'internament de caràcter tancat i regentat generalment per ordres religioses que podien tancar els que es trobaven «caigudes o en risc de caure», és a dir, dissidents de l'estereotip de dona nacionalcatòlica, com van ser nenes rebels, amb problemes de salut mental o lesbianes. per «conducta immoral», denúncies de familiars i particulars, a petició de les autoritats civils i religioses col·laboradores o a sol·licitud de la pròpia interessada o dels pares.
El patronat s'estructurava en una Junta Nacional la presidenta d'honor de la qual era l'esposa de Franco, Carmen Polo, i en cinquanta Juntes Provincials. El vicepresident de la Junta de Pontevedra va ser diversos anys Cándido Conde-Pumpido Ferreiro, fins al seu trasllat a Madrid el 1974.

## Història
Origen
En 1902, un Reial Decret d'11 de juliol va crear en el Ministeri de Justícia el «Patronato Real para la Represión de la Trata de Blancas», entitat abolicionista de la prostitució que va ser després reformat en 1904 i 1909. Amb l'arribada de la Segona República espanyola es va reorganitzar amb el nom de «Patronato de Protección a la Mujer», de caràcter laic i amb finalitats d'empoderament femení, que va ser dissolt el 1935, encomanant les seves facultats al Consell Superior de Protecció de Menors.
Dictadura
Instal·lada la dictadura franquista després de la victòria del bàndol revoltat en la guerra civil espanyola, per Decret de 6 de novembre de 1941, es va tornar a crear el Patronato de Protección a la Mujer, sent la seva presidenta d'honor Carmen Polo. Segons aquest article, la finalitat del Patronat era la dignificació moral de la dona, especialment de la religió catòlica. Tanmateix, aquesta educació era en realitat mínima o inexistent. Les seves funcions es van aplicar en dues línies fonamentals: l'intervencionisme estatal en la intimitat i la persecució i reeducació de la dona desviada.
Tenia la facultat d'adoptar mesures protectores i tutelars, denunciar els fets delictius i proposar les reformes legislatives que considerés necessàries. Per això es va establir que a cada capital de província hi hagués una Junta de Protecció a la Dona i fossin creades en altres ciutats.
El Patronat s'encarregava de la protecció de les menors de 16 a 21 anys o fins a 25 en casos especials. Les joves podien passar a la tutela del Patronat per diverses vies: Tribunals, particulars o altres autoritats. En cas de prostitució solien ser recloses per mandat judicial; en altres casos eren recollides dels carrers per la Policia per estar fugides de casa o trobar-se en establiments de dubtosa moralitat. També podien ser internades pels seus pares o podien ingressar per voluntat pròpia, passant el Patronat a suplir les funcions de la família.
Als centres la correspondència estava censurada, no existia llibertat per fer trucades telefòniques ni sortir al carrer, les internes tampoc no podien parlar amb companyes d'altres pavellons. Estaven sotmeses a un adoctrinament religiós sever amb cambres d'aïllament i cel·les de càstig.
Les internes lesbianes van ser sovint traslladades al psiquiàtric de Ciempozuelos o al d'Arévalo (Àvila). A les anomenades «maternitats» del Patronat, va destacar la Maternidad de Nuestra Señora de la Almudena al barri de Peñagrande de Madrid, en funcionament entre 1955 i 1984.
Fi del Patronat
Al setembre de 1983, l'adolescent de 15 anys Inmaculada Valderrama va morir presumptament en intentar escapar-se del reformatori de San  Fernando de Henares a Madrid. Després del fet, el president del Consell Superior de Menors, Enrique Miret, va visitar el lloc i va emetre un informe sobre les males condicions de les adolescents recloses. A partir de llavors, les competències en matèria de protecció a la dona van anar transferint-se a les comunitats autònomes. El Patronat va desaparèixer definitivament el 1984.

## Memòria
Va ser l'escriptora Consuelo García del Cid Guerra qui va treure a la llum la història d'abusos, tortures, robatori de nadons i violacions dels drets humans comesos pel  Patronato de Protección a la Mujer amb el seu assaig publicat el 2012 Las desterradas hijas de Eva. L'autora va passar per reformatoris franquistes dependents del Patronat. El maig del 2023, l'escriptora, en representació del moviment Justícia per a les Represaliades del Patronat, va conferir al Parlament de Catalunya sobre el Patronat, sol·licitant una comissió específica d'investigació i el perdó públic de les congregacions religioses que operaven els centres de la institució.
La doctora en història contemporània Carmen Guillén Lorente va fer la seva tesi doctoral El Patronato de Protección a la Mujer: prostitución, moralidad e intervención estatal durante el franquismo (2018), i continua donant a conèixer aquesta institució i la repressió que van patir les dones durant el franquisme.
El 2024 es va estrenar el curt documental Els buits, que va guanyar el premi al millor curtmetratge documental al Festival de Màlaga.